# Större gökduva
Större gökduva (Macropygia magna) är en fågel i familjen duvor inom ordningen duvfåglar.

## Utbredning och systematik
Fågeln förekommer enbart på Timor, Wetar och närliggande öar i östra Små Sundaöarna. Fram tills nyligen betraktades tanimbargökduva (M. timorlaoensis) och salayargökduva (M. macassariensis) vara en del av större gökduva. 

## Status
Arten har ett begränsat utbredningsområde, men beståndet anses vara stabilt. IUCN kategoriserar arten som livskraftig.